# Johann Ludwig Burckhardt
Johann Ludwig Burckhardt (1784, Lausana, Suïssa - 1817) va ser un explorador, profund coneixedor de la llengua i religió musulmana que, fent-se passar per un mercader àrab, va viatjar per Aràbia i Núbia.
Va ser el primer europeu que visitara les ruïnes de Petra, en 1812, l'antiga capital dels nabateus, sent també un dels primers europeus que va conèixer La Meca i Medina; a més va visitar els temples del faraó Ramsés II i Nefertari en Abu Simbel, a Núbia. Es va convertir a la religió islàmica, i va prendre el nom d'Ibrahim ibn Abdullah.

## Publicacions
Publicà en Londres: Viatge a Núbia, Viatge a Síria i Viatge a Aràbia.
1. (anglès) Travels in Nubia (1819)
2. (anglès) Travels in Syria and the Holy Land (1822)
3. (anglès) Travels in Arabia (1829)
4. Arabic Proverbs, or the Manners and Customs of the Modern Egyptians (1830)
5. Notes on the Bedouins and Wahabys (1831)